# دين ودان كاتن
دين ودان كاتن (بالإنجليزية: Dean and Dan Catenacci) اسم الولادة دين ودان كاتناتشي، هما توأم متطابق مصممين للأزياء ومؤسسي دار الأزياء الدولية دي سكويرد2 أو ديسكويرد2
((بالإنجليزية: DSQUARED2)‏).

## نشأتهما
ولد دين ودان كاتن سنة 1964 باسمي دان ودين كاتناشي، تورونتو، أونتاريو الكندية ونشأ في منطقة ويلوديل بتورونتو. كان التوام هم الأصغر سنًا بين 9 أبناء، وكان والدهم من قرية صغيرة بالقرب من مدينة سورا، إيطاليا.
سنة 1983، انتقلا إلى نيويورك لدراسة الأزياء في «المدرسة الجديدة للتصميم بارسونز»، غير أنهم لم يستمرا إلا لفصل دراسي واحد قبل العودة إلا تورنتو. بعد أن عثروا على ممول سنة 1986، أطلقوا مجموعة أزيائهم الأولى للنساء، بتوقيع دياندان ((بالإنجليزية: DEanDAN)‏). عام 1988 وقع دين ودان مع دار الأزياء الكندية بورتس (حاليًا تعرف باسم بورتس 1961)، كمديري الإبداع بالشركة. وفي سنة 1991، إنتقلا إلى ميلانو، إيطاليا ليعملا كمصممين في بيت أزياء المصمم جياني فيرساتشي، و‌دينم علامة ديزل، وهذه الأخيرة مولت وأطلقت العلامة التجارية التي تحمل الاسم نفسه، وأطلقا مجموعة أزيائهم الرجالية لأول مرة في 1994، وفي عام 2003، أطلقا مجموعة أزياء نسائية، ومجموعة ملابس داخلية للرجال.

## تصميم وعروض الأزياء
يُعرف التوأم كاتن بتصاميهم واهتمامهم بالتفاصيل في عروض الأزياء. دين ودان يصممان الملابس للرجال والنساء بما فيها من أحذية، عطور، ومستحضرات التجميل.
في عرض أزياء للشقيقين سنة 2005، إنتهى العرض على المنصة بخلع كريستينا أغيليرا لملابس عارضي الأزياء الذكور. في سبتمبر 2007، شاركت ريانا في عرض أزياء ديسكويرد2 بميلانو حيث دخلت إلى المنصة في سيارة عضلات أميريكية، وتبعها الممشى. في يناير 2010، عرضت مجموعة خريف/شتاء ديسكويرد2 لملابس الرجال في ميلانو بمشاركة الألماني بيل كوليتز الذي نزل من السقف في قفص مصعد، ليتبعه عرض الأزياء على المنصة. وقد إختتم بيل كوليتز عرض ميلانو خريف/شتاء 2010 للرجال كما إفتتحه.
تصاميم ديسكويرد2 أرتديت من قبل عدة فنانين أمثال بريتني سبيرز، مادونا، مغني فرقة توكيو هوتيل الرئيسي بيل كوليتز، جاستن تيمبرلاك، ريكي مارتن،
نيكولاس كيج، ليني كرافيتز، نيك جوناس، أدريان برودي، كريستيانو رونالدو، والليدي غاغا.
في الفترة مابين سنة 2000 و2001، فوضّت مادونا دين ودان بتصميم أكثر من 150 قطعة من أجل جولتها العالمية سنة 2001، ومن أجل أغنيتها المصورة «لا تخبرني». ديسكويرد2 شاركوا أيضًا في جولة بريتني سبيرز الخامسة «السيرك بطولة بريتني سبيرز» سنة 2009، وجولة توكيو هوتيل «أهلا بكم في مدينة الروبوت».
كما شاركا في برنامج تلفزيون الواقع «عارضة أزياء أميريكا القادمة»، وظهرها في أغنية مصورة للمغنيّة فيرغي تدعى «أخرق»، وأغنية «لدي شعور» لفرقة ذا بلاك آيد بيز.
في عام 2006، قررّ الأخوان تصميم لباس موحد جديد لفريق يوفنتوس لكرة القدم. في مارس 2008، وقعت ديسكويرد2 إتفاقية لتصميم نظارات شمسية مع شركة ماركولين الإيطالية للنظارات الشمسية والبصريّات.
في سنة 2013 حققت العلامة التجارية لديسكويرد2 عائدات بقيمة 200 € مليون.

## متاجر ديسكويرد2
أفتتح المتجر الرئيسي في يونيو 2007 بحي الموضة في ميلانو، كما أفتتحت متاجر ديسكويرد² أيضًا في كل من سان موريتز، أثينا، ميكونوس، كابري، إسطنبول، كييف، كان، سنغافورة، باريس، نيقوسيا، وهونغ كونغ. وأفتتحا متجرًا في دبي سنة 2010. في مارس 2015، ديسكويرد² إفتتحا أول متجر رئيسي بالعاصمة البريطانية لندن، الخطوة الأولى في طموحهم للريادة بإعادة تصميم برامجهم التي ستكتمل في الولايات المتحدة بنهاية 2015.

## جوائز
آل كاتن ربحا جائزة مجلة جي كيو سنة 2003 في جائزة رجل العام - المصمم الصاعد، وفي عام 2006 تحصلا على جائزة الإبرة الذهبية.
في 16 يونيو 2009، أعلن نيّة تسليم النجمة لدان ودين في ممشى مشاهير كندا بتورونتو، وأقيم حفل التكريم 12 سبتمبر 2009.